# Пукса (посёлок)
Пукса — посёлок в Плесецком районе Архангельской области. Входит в состав Плесецкого городского поселения.

## География
Посёлок расположен в нескольких километрах от Плесецка.
Часовой пояс
Посёлок Пукса, как и вся Архангельская область, находится в часовой зоне МСК (московское время). Смещение применяемого времени относительно UTC составляет +3:00.

## Население
| 2002 | 2010 | 2012 | 2013 | 2014 | 2015 |
| ---- | ---- | ---- | ---- | ---- | ---- |
| 748  | ↗842 | ↘798 | ↘790 | ↘775 | ↘723 |
| 2016 | 2017 | 2018 | 2019 | 2020 | 2021 |
| ↘698 | ↘674 | ↘652 | ↘625 | ↘605 | ↘603 |